# Hemixos
Genre
Hemixos est un genre de passereaux de la famille des Pycnonotidae. Il comprend trois espèces de bulbuls.

## Répartition
Ce genre se trouve à l'état naturel dans le Sud-Est de l'Asie,,.

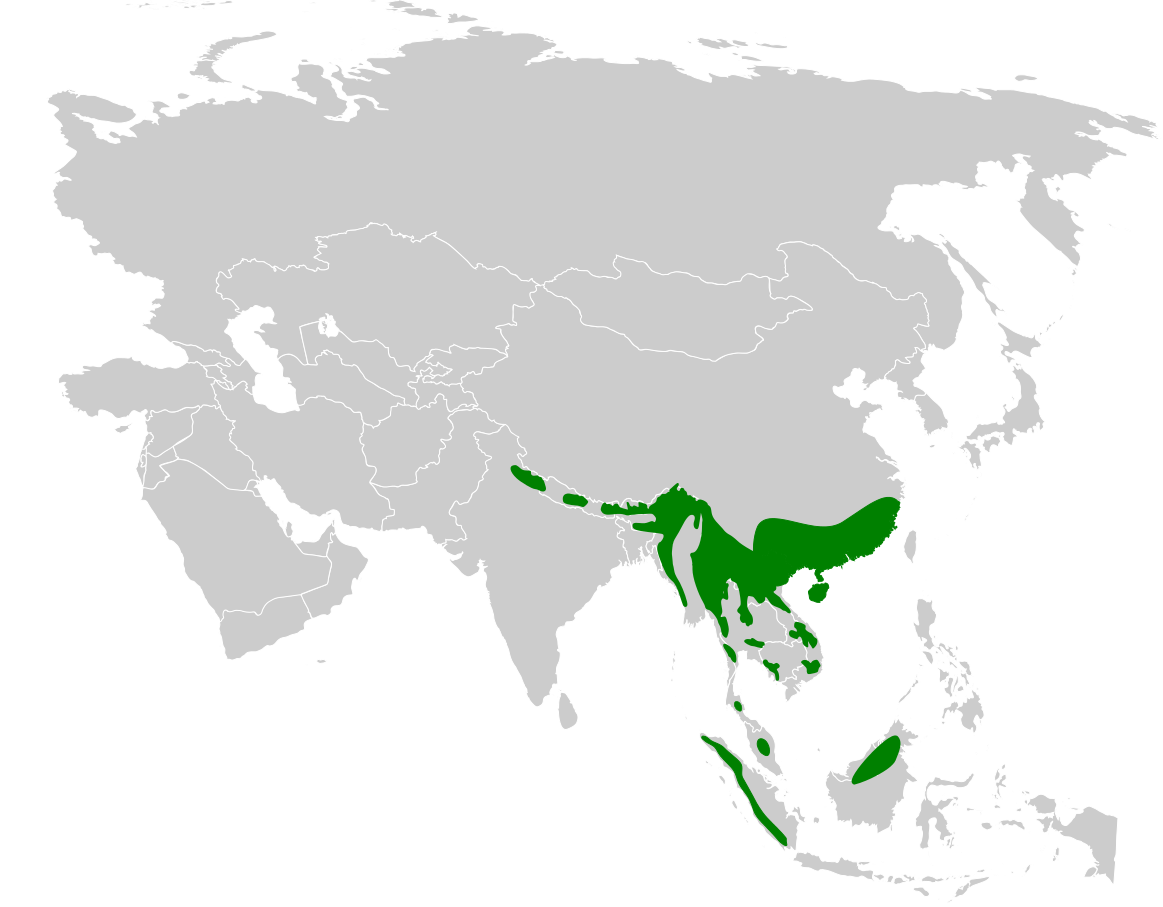
Répartition de Hemixos.

## Liste des espèces
Selon la classification de référence du Congrès ornithologique international (version 8.2, 2018) :
- Hemixos castanonotus Swinhoe, 1870 — Bulbul à oreillons chatains, Bulbul marron
  - Hemixos castanonotus canipennis Seebohm, 1890
  - Hemixos castanonotus castanonotus Swinhoe, 1870
- Hemixos cinereus (Blyth, 1845) — Bulbul terreux
  - Hemixos cinereus cinereus (Blyth, 1845)
  - Hemixos cinereus connectens Sharpe, 1887
- Hemixos flavala Blyth, 1845 — Bulbul à ailes vertes
  - Hemixos flavala bourdellei Delacour, 1926
  - Hemixos flavala davisoni Hume, 1877
  - Hemixos flavala flavala Blyth, 1845
  - Hemixos flavala hildebrandi Hume, 1874
  - Hemixos flavala remotus (Deignan, 1957)